# 대구성산초등학교
대구성산초등학교는 대한민국 대구광역시 달서구 용산동에 있는 공립 초등학교이다.

## 역사
- 1996년 11월 9일 설립인가
- 1998년 3월 1일 대구성산초등학교 개교(38학급)
- 2007년 9월 1일 제5대 신현돈 교장 부임
- 2010년 2월 5일 성산관 개관
- 2012년 3월 1일 제6대 이차근 교장 부임
- 2012년 12월 1일 초등영어체험실 구축
- 2014년 2월 14일 제16회 졸업식 (졸업생 195명, 총 졸업생수 4,014명)
- 2014년 3월 1일 36학급 편성 (일반학급 34학급, 특수학급 2학급)
- 2015년 2월 13일 제17회 졸업식 (남55명, 여69명 졸업생 124명, 총 졸업생수 4,138명)
- 2015년 3월 1일 제7대 김명기 교장 부임
- 2015년 3월 1일 34학급(특수 1학급 포함) 편성
- 2016년 2월 4일 제18회 졸업식 (남70명, 여71명 졸업생 141명,총 졸업생수 4,279명)
- 2016년 3월 1일 31학급 편성 (일반학급 30학급, 특수 1학급)
- 2017년 2월 15일 제19회 졸업식 (남75명, 여60명 졸업생 135명,총 졸업생수 4,414명)
- 2017년 3월 1일 28학급 편성 (일반학급 27학급, 특수 1학급)
- 2017년 9월 1일 제8대 이인숙 교장 취임

## 통학 구역
- 용산2동 17통～18통(성서청구타운), 19통~21통(한마음타운), 22통~23통(성서5주공), 27통, 28통, 33통4반

## 참고 자료
- 대구성산초등학교 - 한국교육학술정보원 학교알리미